# Краско Оксана Дмитрівна
Окса́на Дми́трівна Краско́ (*1995) — українська більярдистка, змагалася у варіанті російського більярду. 2018 року стала чемпіонкою України в динамічній піраміді.

## З життєпису
Народилась 1995 року в Миколаєві. Вперше виграла обласний юнацький турнір у Миколаєві 2010 року. У квітні 2011-го виступала на молодіжному чемпіонаті Європи; вибула в першому раунді. Тоді ж вперше взяла участь у національному чемпіонаті серед дорослих, перемогла Ганну Клєстову і програла Тетяні Тутчак у чвертьфіналі. У вересні вийшла в фінал двох турнірів — на відкритому чемпіонаті ФСБУ програла Зоряні Притулюк, а на всеукраїнському турнірі перемогла Жанну Шматченко. Через місяць вона вперше взяла участь у Чемпіонаті світу в Києві і вийшла до 1/8 фіналу, де програла росіянці Анастасії Лупповій.
2012 року дійшла до фіналу молодіжного чемпіонату Європи, де її обіграла Анна Клєстова. Після провалу на жіночому чемпіонаті Європи у попередньому раунді здобула першу медаль на чемпіонаті України у вільній піраміді — після поразки в півфіналі від Клєстової. На чемпіонаті світу з вільної піраміди 2012 року вибула в першому раунді. Крім того, брала участь у кількох турнірах чемпіонату світу 2012 року та двічі виходила до 1/8 фіналу та до 1/8 фіналу на Кубку Кремля.
На початку 2013 року стала чемпіонкою України серед молоді та вийшла у чвертьфінал молодіжного чемпіонату Європи. У жовтні того ж року вона вийшла у фінал Відкритого чемпіонату Мінська, де програла білорусці Олені Бунас. Невдовзі після цього вона провалила свою єдину участь у першому раунді молодіжного чемпіонату світу.
У наступні роки лише зрідка брала участь у турнірах. 2014 року виборола бронзу на Кубку України та вийшла до чвертьфіналу на динамічній піраміді та півфіналу у вільній піраміді на національному чемпіонаті 2015 року.
Після більш ніж дворічної перерви знову виступила у національному чемпіонаті 2018 року і стала чемпіоном України з динамічної піраміди, здобувши перемогу над Анною Клєстовою. Потім завершила більярдну кар'єру.